# یاداشت‌های توضیحی صورت‌های مالی
تمامی اطلاعات مورد نیاز استفاده کنندگان صورت های مالی را نمی توان در متن صورت های مالی ارائه کرد.به همین دلیل واحد تجاری،برخی از اطلاعات را در قالب یاداشت های توضیحی صورت های مالی که جز لاینفک صورت های مالی است افشا می کند یاداشت های توضیحی بخش مهمی از صورت های مالی است زیرا تنها راه عملی برای توصیف کامل و مناسب برخی از وضعیت ها و رویدادهای خاص است

## یاداشت های توضیحی صورت های مالی معمولاً به ترتیب زیر است[۲]
1. تاریخچه فعالیت واحد تجاری
2. مبنای تهیه صورت های مالی
3. خلاصه اهم رویه های حسابداری
4. اطلاعات تکمیلی درباره اقلام ارائه شده در صورت های مالی اساسی
5. اطلاعات مربوط به اقلام شناسایی نشده در صورت مالی اساسی
6. رویدادهای بعد از تاریخ ترازنامه
7. معاملات با اشخاص وابسته